# Seawaymax

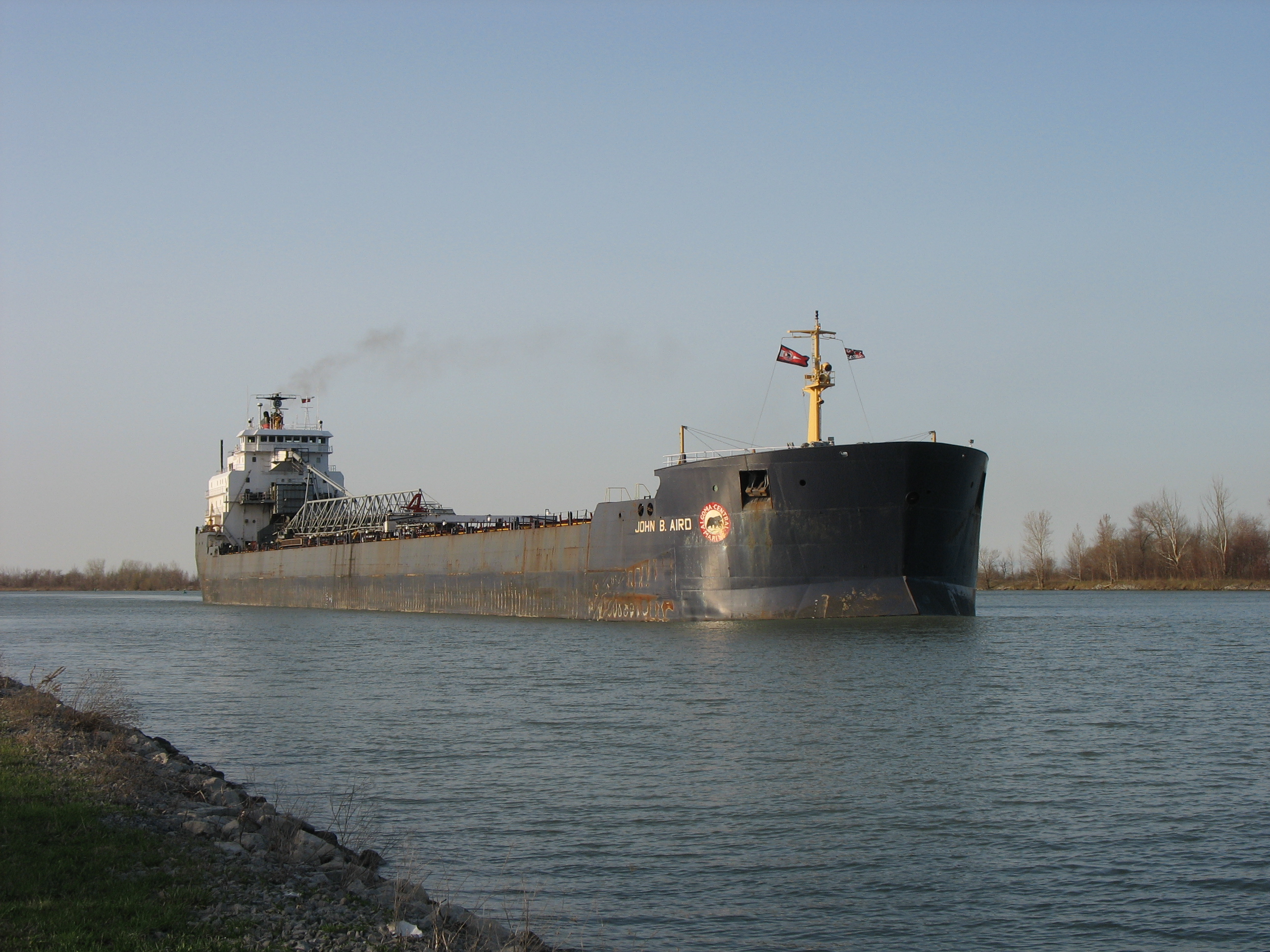
Jeziorowiec John B Aird podczas podróży na Kanale Wellandzkim

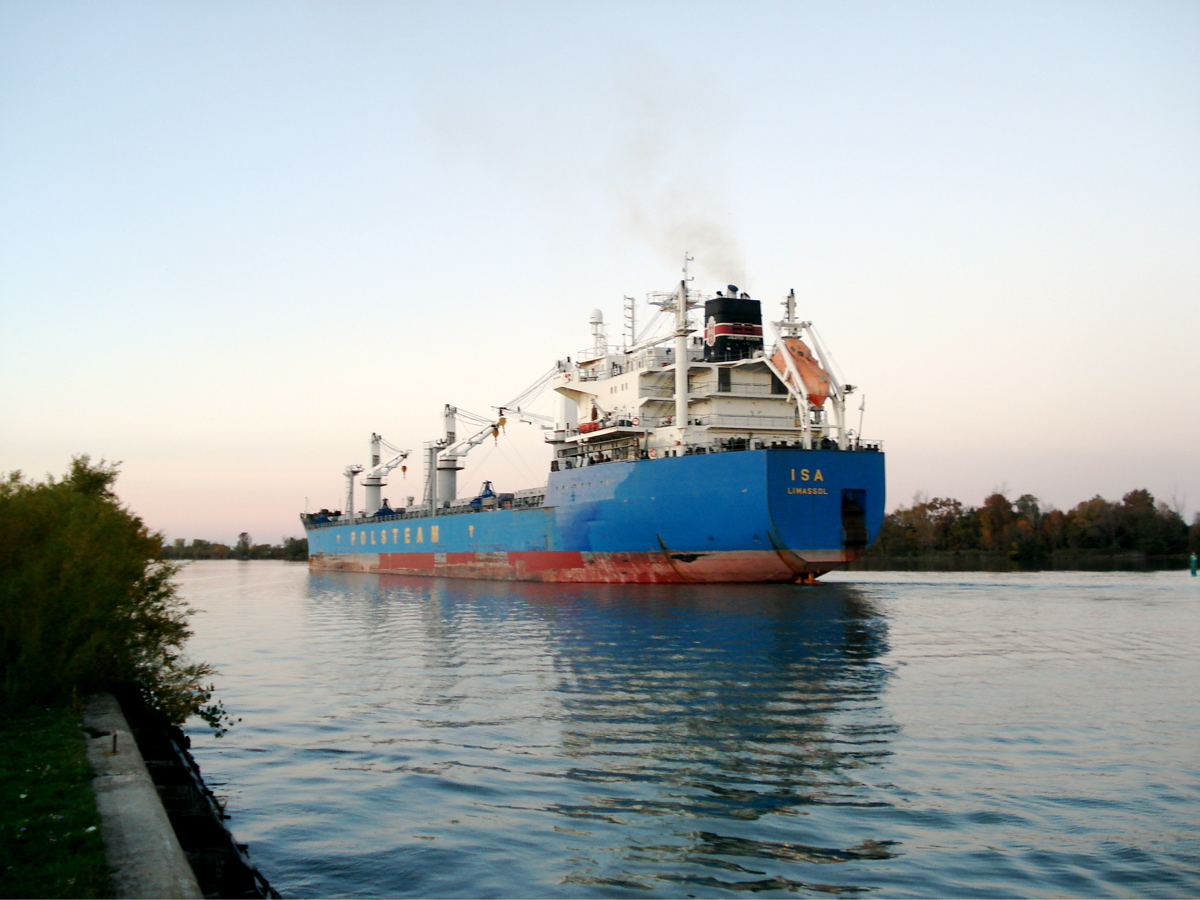
Polski masowiec MS Isa w drodze na Wielkie Jeziora

Seawaymax – określenie statku o maksymalnych wymiarach gabarytowych umożliwiających żeglugę po drodze wodnej Świętego Wawrzyńca łączącej Wielkie Jeziora Północnoamerykańskie z Atlantykiem. Nazwa pochodzi od angielskiej nazwy Drogi Wodnej Świętego Wawrzyńca – Saint Lawrence Seaway. Są to największe statki mogące żeglować pomiędzy Wielkimi Jeziorami a portami morskimi. Wielkość statków ograniczona jest wymiarami śluz oraz głębokością tego szlaku wodnego. Obecnie teoretyczne wielkości wymiarów statków tego rodzaju przedstawiają się następująco:
- zanurzenie 7,92 m
- szerokość 24 m
- długość 226 m
- nośność 28 500 DWT dla statków całkowicie załadowanych (możliwa jest także żegluga statków o większej nośności i zanurzeniu maksymalnym, nie w pełni załadowanych)

Są to jednostki śródlądowe (jeziorowce) oraz statki morskie, mylnie czasami utożsamiane z jeziorowcami. Nieliczne największe jeziorowce są ponad dwa razy większe od statków typu seawaymax i ich zastosowanie ograniczone jest do Wielkich Jezior, gdyż nie mogą pokonać śluz w drodze na Atlantyk. Większość współczesnych statków morskich ma większe rozmiary niż seawaymaxy.